# Anthony Lemke
Roger Anthony Lemke, född 7 oktober 1970 i Ottawa i Ontario, är en kanadensisk skådespelare, vars föräldrar ursprungligen kommer ifrån Nederländerna. Han är mest känd för att spela rollen som Three (Marcus Boone / Titch), i science fiction-dramaserien Dark Matter.
Anthony Lemke är sedan år 2001 gift med hustrun Maria Gacesa, som arbetar som klassisk musiker. Makarna har tre barn tillsammans, och har mestadels bott i området kring Montréal. Familjen har även bott inom Prince Edward County i Ontario, detta mellan åren 2014 och 2018.

## Filmografi (i urval)

### Filmer
- 2000 – American Psycho
- 2009 – Dead Like Me: Om livet efter livet
- 2011 – Faces in the Crowd
- 2013 – White House Down

### TV-serier
- 1997 – La Femme Nikita (TV-serie)
- 2000 – En andra chans (TV-serie)
- 2000 – Kultjägarna (TV-serie)
- 2001 – RoboCop: Prime Detectives (TV-serie)
- 2001 – Witchblade (TV-serie)
- 2001 – Andromeda (TV-serie)
- 2001 – Mutant X (TV-serie)
- 2001 – Earth: Final Conflict (TV-serie)
- 2003 – Doc (TV-serie)
- 2007 – Heartland (TV-serie)
- 2009 – The Last Templar (TV-serie)
- 2009 – The Phantom (TV-serie)
- 2009 – Murdoch Mysteries (TV-serie)
- 2009 – The Listener (TV-serie)
- 2011 – Warehouse 13 (TV-serie)
- 2011 – Flashpoint (TV-serie)
- 2011 – Blue Mountain State (TV-serie)
- 2011 – Lost Girl (TV-serie)
- 2013 – Witches of East End (TV-serie)
- 2014 – Bomb Girls: Facing the Enemy (TV-serie)
- 2015 – Good Witch (TV-serie)
- 2015 – Dark Matter (TV-serie)
- 2017 – Private Eyes (TV-serie)
- 2018 – Blindspot (TV-serie)
- 2018 – Frankie Drake Mysteries (TV-serie)
- 2022–2023 – The Hardy Boys (TV-serie)